# Karl-Otto Schultz
Karl-Otto Schultz (Wesermünde, 1914. november 9. – Atlanti-óceán, 1942. október 20.) német tengeralattjáró-kapitány volt a második világháborúban. Egy hajót elsüllyesztett, amelynek vízkiszorítása 4989 brt volt. A haditengerészethez 1935-ben csatlakozott.
Első hajója az U–34 volt, ezzel nem volt bevetése. Második hajójával, az U–216-tal egy járőrútra indult, amelynek során elsüllyesztette a Boston brit utasszállítót. A gőzős fedélzetén tartózkodó 66 emberből 49 túlélte a támadást. Hajója 1942. október 20-án süllyedt el Írországtól délnyugatra, amikor egy brit B–24 Liberator hat mélységi bombával megsemmisítette. Karl-Otto Schultz és a legénység 44 tagja meghalt.

## Összegzés
| Hajója | Parancsnoki szolgálata                 | Őrjáratok száma | Őrjáratok hossza (nap) | Eltalált hajók száma | Eltalált hajók vízkiszorítása (brt) |
| ------ | -------------------------------------- | --------------- | ---------------------- | -------------------- | ----------------------------------- |
| U–34   | 1941. május 23. – 1941. november 19.   | 0               | 0                      | 0                    | 0                                   |
| U–216  | 1941. december 15. – 1942. október 20. | 1               | 53                     | 1                    | 4989                                |

## Elsüllyesztett hajó
| Búvárhajó | Nap                  | Hajó   | Nemzetisége        | Vízkiszorítása (brt |
| --------- | -------------------- | ------ | ------------------ | ------------------- |
| U–216     | 1942. szeptember 25. | Boston | Egyesült Királyság | 4989                |